# Love + Fear Tour
Love + Fear Tour fue la cuarta gira musical de la cantautora británica Marina, realizada con el objetivo de promocionar su cuarto álbum de estudio Love + Fear (2019). El recorrido inició el 29 de abril con un concierto en Newcastle, Reino Unido. El 28 de mayo de 2019, Diamandis anunció otras cinco fechas en el Reino Unido para una «parte 2» de la gira. El 17 de junio de 2019, Diamandis anunció fechas europeas adicionales entrelazadas con la segunda parte de la gira por el Reino Unido. El 16 de septiembre de 2019, Diamandis anunció dos conciertos adicionales en Madrid y Ámsterdam.

## Lista de canciones
Esta lista corresponde al concierto realizado el 29 de abril de 2019 en Newcastle. No representa a todas las fechas de la gira.
Acto 1: LOVE
1. Handmade Heaven
2. Hollywood
3. Primadonna
4. Enjoy Your Life
5. I Am Not a Robot
6. To Be Human
7. Superstar
8. Froot
9. Orange Trees
10. Happy

Acto 2: FEAR
1. Believe in Love
2. Life Is Strange
3. Soft to Be Strong
4. I'm a Ruin
5. Are You Satisfied?
6. Karma
7. Savages
8. Immortal
9. End Of The Earth
10. How to Be a Heartbreaker

## Fechas
| Reino Unido              |                  |                |                                      |
| 29 de abril de 2019      | Newcastle        | Reino Unido    | O2 Academy Newcastle                 |
| 30 de abril de 2019      | Glasgow          | Reino Unido    | O2 Academy Glasgow                   |
| 3 de mayo de 2019        | Londres          | Reino Unido    | Royal Albert Hall                    |
| 7 de mayo de 2019        | Bournemouth      | Reino Unido    | O2 Academy Bournemouth               |
| 9 de mayo de 2019        | Birmingham       | Reino Unido    | O2 Academy Birmingham                |
| 10 de mayo de 2019       | Mánchester       | Reino Unido    | O2 Apollo Manchester                 |
| Estados Unidos           |                  |                |                                      |
| 26 de mayo de 2019       | Boston           | Estados Unidos | Boston Calling Festival              |
| 28 de junio de 2019      | Nueva York       | Estados Unidos | The Rainbow Room                     |
| Europa                   |                  |                |                                      |
| 4 de julio de 2019       | Gdynia           | Polonia        | Open'er Festival                     |
| 6 de julio de 2019       | Roskilde         | Dinamarca      | Roskilde Festival                    |
| 7 de julio de 2019       | Ruissalo         | Finlandia      | Ruisrock Festival                    |
| 12 de julio de 2019      | Madrid           | España         | Mad Cool                             |
| 13 de julio de 2019      | Algés            | Portugal       | NOS Alive                            |
| 18 de julio de 2019      | Benicàssim       | España         | Festival Internacional de Benicàssim |
| 20 de julio de 2019      | Suffolk          | Reino Unido    | Latitude Festival                    |
| Norteamérica             |                  |                |                                      |
| 10 de septiembre de 2019 | Toronto          | Canadá         | Rebel                                |
| 11 de septiembre de 2019 | Montreal         | Canadá         | Mtelus                               |
| 13 de septiembre de 2019 | Boston           | Estados Unidos | Blue Hills Bank Pavilion             |
| 14 de septiembre de 2019 | Filadelfia       | Estados Unidos | The Met                              |
| 16 de septiembre de 2019 | Nueva York       | Estados Unidos | Summerstage, Central Park            |
| 18 de septiembre de 2019 | Washington D. C. | Estados Unidos | The Anthem                           |
| 20 de septiembre de 2019 | Nashville        | Estados Unidos | Ryman Auditorium                     |
| 21 de septiembre de 2019 | Atlanta          | Estados Unidos | Coca-Cola Roxy                       |
| 23 de septiembre de 2019 | Chicago          | Estados Unidos | Aragon Ballroom                      |
| 24 de septiembre de 2019 | Mineápolis       | Estados Unidos | Orpheum Theatre                      |
| 26 de septiembre de 2019 | Houston          | Estados Unidos | Revention Music Center               |
| 27 de septiembre de 2019 | Dallas           | Estados Unidos | The Bomb Factory                     |
| 28 de septiembre de 2019 | Austin           | Estados Unidos | Moody Theater                        |
| 30 de septiembre de 2019 | Denver           | Estados Unidos | Mission Ballroom                     |
| 1 de octubre de 2019     | Salt Lake City   | Estados Unidos | The Union                            |
| 4 de octubre de 2019     | Los Ángeles      | Estados Unidos | Greek Theatre                        |
| 5 de octubre de 2019     | San Francisco    | Estados Unidos | The Masonic                          |
| 7 de octubre de 2019     | Portland         | Estados Unidos | Arlene Schnitzer Concert Hall        |
| 8 de octubre de 2019     | Seattle          | Estados Unidos | Paramount Theatre                    |
| 9 de octubre de 2019     | Vancouver        | Canadá         | Orpheum Theatre                      |
| Europa                   |                  |                |                                      |
| 28 de octubre de 2019    | Edimburgo        | Reino Unido    | Usher Hall                           |
| 29 de octubre de 2019    | Mánchester       | Reino Unido    | O2 Apollo                            |
| 30 de octubre de 2019    | Dublín           | Irlanda        | Olympia Theatre                      |
| 1 de noviembre de 2019   | Cardiff          | Reino Unido    | Motorpoint Arena                     |
| 4 de noviembre de 2019   | Londres          | Reino Unido    | Eventim Apollo                       |
| 5 de noviembre de 2019   | Brighton         | Reino Unido    | Brighton Centre                      |
| 8 de noviembre de 2019   | París            | Francia        | Zénith de Paris                      |
| 10 de noviembre de 2019  | Ámsterdam        | Países Bajos   | Melkweg                              |
| 11 de noviembre de 2019  | Tilburgo         | Países Bajos   | 013                                  |
| 12 de noviembre de 2019  | Amberes          | Bélgica        | Trix                                 |
| 14 de noviembre de 2019  | Milán            | Italia         | Fabrique                             |
| 16 de noviembre de 2019  | Atenas           | Grecia         | Piraeus 117                          |
| 18 de noviembre de 2019  | Madrid           | España         | Sala La Riviera                      |